# Morphophonologie
En linguistique, la morphophonologie est une discipline dont le domaine constitue une zone d’interférence de la morphologie et de la phonologie. Elle étudie les facteurs phonologiques qui affectent les morphèmes, respectivement les facteurs morphologiques qui affectent les phonèmes. Ce domaine comprend la constitution phonologique des morphèmes, les différences phonologiques entre variantes de morphèmes et les changements phonologiques dans la zone de contact de deux morphèmes.

## Phénomènes morphophonologiques
Les phénomènes morphophonologiques engendrent une catégorie d’allomorphes, c’est-à-dire des variantes morphophonologiques. Peuvent avoir des allomorphes aussi bien les racines, que les affixes.

### Dans les racines
À l’intérieur des morphèmes racines il peut se produire des alternances phonétiques (vocaliques ou/et consonantiques). D’une part il y a des alternances indépendantes, c’est-à-dire non associées à un affixe, qui expriment par elles-mêmes des traits grammaticaux. Ils sont spécifiques surtout aux langues flexionnelles, le phénomène étant appelé flexion interne. D’autre part, il existe des alternances associées à l’ajout d’affixes, certaines pouvant même être provoquées par ceux-ci.
Les alternances indépendantes sont fréquentes dans les langues sémitiques, par exemple en arabe : kitab « livre » ~ katib « scribe, écrivain ». Il y en a dans des langues indo-européennes aussi, mais elles y sont moins systématiques. Exemples :
- (fr) il/elle peut ~ il/elle put, il/elle sait ~ il/elle sut[4] ;
- (en) sing « chanter » ~ sang « je chantai, etc. » ~ sung « chanté, -e, -s, -es » ~ song « chanson »[5], foot « pied » ~ feet « pieds »[6] ;
- (es) hace « il/elle fait » ~ hice « je fis »[7].

Dans les langues indo-européennes et dans d’autres langues, les alternances associées à l’ajout d’affixes, surtout de suffixes, sont plus fréquentes.
- alternances vocaliques :
  - (fr) répéter ~ il/elle répète[4] ;
  - (la) facio « je fais » ~ feci « je fis » ~ efficio « j’accomplis »[8] ;
  - (ro) fată « fille » ~ fete « filles »[9] ;
  - (de) Haus « maison » ~ Häuser « maisons » ~ Häuschen « maisonnette »[10] ;
- alternances consonantiques :
  - (fr) neuf ~ neuve[4] ;
  - (ro) pot « je peux » ~ poți « tu peux », muscă « mouche » ~ muște « mouches » (alternance touchant deux consonnes à la fois)[9] ;
  - (sr) Srbija « Serbie » ~ srpski « serbe »[11] ;
- alternances consonne ~ zéro :
  - (fr) ils/elles battent ~ il/elle bat, étudiante ~ étudiant[4] ;
- alternances voyelle ~ zéro :
  - (hu) bokor « buisson » ~ bokrok « buissons »[12] ;
  - (sr) borac « combattant » ~ borcu « au combattant »[13] ;
- alternances voyelle ~ consonne : (sr) beo « blanc » ~ bela « blanche », pepeo « cendre » (nominatif) ~ pepela « de la cendre »  (génitif)[14] ;
- alternances variante longue ~ variante brève d’une même voyelle : (hu) víz « eau » ~ vizek « eaux », agónia « agonie » ~ agonizál « agoniser »[15] ;
- alternances vocaliques et consonantiques concomitantes: (ro) carte « livre » ~ cărți « livres », toți « tous » ~ tuturor « à tous »[9].

### Dans les suffixes
C’est parfois le suffixe qui s’adapte à la racine du point de vue phonologique. C’est le cas de l’harmonie vocalique présente dans certaines langues, telles les langues finno-ougriennes (hongrois, finnois, estonien, etc.) et les langues turciques (turc, kazakh, etc.). Son principe consiste en l’existence de variantes de suffixes différentes par leurs voyelles, distribuées en fonction de la catégorie dont font partie toutes les voyelles ou l’une des voyelles des autres morphèmes du mot. Par exemple en hongrois, en finnois et en turc, les catégories de voyelles prises tout d’abord en compte sont les antérieures et les postérieures. Il y a diverses règles d’harmonisation, ainsi que des exceptions à celles-ci. Exemples :
- En hongrois, la désinence du cas datif a les variantes -nek (avec voyelle antérieure) et -nak (avec voyelle postérieure). La première peut être ajoutée à un mot comme az ember « l’homme, l’être humain », résultant az embernek « à l’homme », la seconde à un mot tel az anya « la mère », ce qui donne az anyának « à la mère »[17].

- En finnois, les prépositions françaises « en » et « dans » ont pour correspondant un suffixe dont l’une des variantes est -ssä (avec voyelle antérieure) et l’autre – -ssa (avec voyelle postérieure), par conséquent : metsä « forêt » → metsässä « dans la forêt », talo « maison » → talossa « dans la maison »[16].

- En turc, le pluriel se formant avec le suffixe aux variantes -ler et -lar, celui des mots suivants est : ev « maison » → evler « maisons », at « cheval » → atlar « chevaux »[18].

Un exemple de phénomène morphophonologique au contact de deux morphèmes est en hongrois l’assimilation de la consonne initiale du suffixe -val/-vel, correspondant à la préposition « avec », par la consonne finale du morphème qui le précède : láb « pied » + -val → lábbal, kéz « main » + -vel → kézzel, dal « chanson » + -val → dallal, etc.
En anglais également il se produit de telles variantes de suffixes par assimilation, mais non marquées par écrit, par exemple :
- à la forme de pluriel de certains noms : /s/ (cats « chats ») ~ /z/ (dogs « chiens ») ~ /ɪz/ (horses « chevaux ») ;
- à la forme de passé simple de certains verbes : /d/ (stayed « je restai », etc. ») ~ /t/ (heaped « j’amassai », etc.)

## Sources bibliographiques
- (hu) Bokor, József, « Szóalaktan » [« Morphologie »], A. Jászó, Anna (dir.), A magyar nyelv könyve [« Le livre de la langue hongroise »], 8e édition, Budapest, Trezor, 2007  (ISBN 978-963-8144-19-5), p. 254-292 (consulté le 25 mai 2018)
- (en) Bussmann, Hadumod (dir.), Dictionary of Language and Linguistics [« Dictionnaire de la langue et de la linguistique »], Londres – New York, Routledge, 1998  (ISBN 0-203-98005-0) (consulté le 25 mai 2018)
- (ro) Constantinescu-Dobridor, Gheorghe, Mic dicționar de terminologie lingvistică [« Petit dictionnaire de terminologie linguistique »], Bucarest, Albatros, 1980
- (ro) Constantinescu-Dobridor, Gheorghe, Dicționar de termeni lingvistici [« Dictionnaire de termes linguistiques »], Bucarest, Teora, 1998; en ligne : Dexonline (DTL) (consulté le 25 mai 2018)
- (en) Crystal, David, A Dictionary of Linguistics and Phonetics [« Dictionnaire de linguistique et de phonétique »], 4e édition, Blackwell Publishing, 2008  (ISBN 978-1-4051-5296-9) (consulté le 7 avril 2023)
- Dubois, Jean et al., Dictionnaire de linguistique, Paris, Larousse-Bordas/VUEF, 2002 (consulté le 7 avril 2023)
- (fr) Fiodorov, V. A., Теоретическая фонетика французского языка. Учебно-методическое пособие для вузов [« Phonétique théorique du français. Moyen d’enseignement pour les universités »], Centre de publication et imprimerie de l’Université d’État de Voronej, 2008 (consulté le 7 avril 2023)
- (en) Kattán-Ibarra, Juan et Pountain, Christopher J. Modern Spanish Grammar. A practical guide [« Grammaire espagnole moderne. Guide pratique »], 2de édition, Londres / New York, Routledge, 2005  (ISBN 0-203-42831-5) (consulté le 7 avril 2023
- (sr) Klajn, Ivan, Gramatika srpskog jezika [« Grammaire de la langue serbe »], Belgrade, Zavod za udžbenike i nastavna sredstva, 2005  (ISBN 86-17-13188-8) (consulté le 7 avril 2023)
- (hu) Laczkó, Krisztina, « Alaktan » [« Morphologie »], Keszler, Borbála (dir.), Magyar grammatika [« Grammaire hongroise »], Budapest, Nemzeti Tankönyvkiadó, 2000  (ISBN 978-963-19-5880-5), p. 35-64 (consulté le 25 mai 2018)
- (ro) Sala, Marius et Vintilă-Rădulescu, Ioana, Limbile lumii. Mică enciclopedie [« Les langues du monde. Petite encyclopédie »], Bucarest, Editura Științifică și Enciclopedică, 1981
- (hu) Siptár, Péter, « 2. fejezet – Hangtan » [« Chapitre 2 – Phonétique et phonologie », Kiefer, Ferenc (dir.), Magyar nyelv [« La langue hongroise »], Budapest, Akadémiai Kiadó, 2006  (ISBN 963-05-8324-0), p. 14-33 (consulté le 7 avril 2023)